# Pomnik Rozstrzelanych w Krzesławicach (Kraków)
Pomnik Rozstrzelanych w Krzesławicach (Pomnik Martyrologii) – pomnik znajdujący się w północnej części Krakowa, w Dzielnicy XVII Wzgórza Krzesławickie na osiedlu Krzesławice przy ul. Wańkowicza.

## Historia
W miejscu tym w 1943 roku Niemcy rozstrzelali Polaków. Pierwsza zbrodnia hitlerowska miała miejsce w dniu 10 listopada 1943 r., kiedy to pijani kolejowi strażnicy hitlerowscy jadący pociągiem na linii Kocmyrzów – Kraków dla zabawy strzelali przez okna wagonów na zewnątrz. Jedna z mieszkanek została wtedy śmiertelnie postrzelona. Kolejna egzekucja miała miejsce w dniu 13 listopada 1943 r., kiedy to hitlerowscy esesmani przywieźli ciężarówką i rozstrzelali tutaj dziesięciu dorosłych ludzi. 
Na pomniku znajduje się tablica z inskrypcją:
MIEJSCE UŚWIĘCONE

KRWIĄ POLAKÓW

ROZSTRZELANYCH

PRZEZ ZBRODNIARZY

HITLEROWSKICH

W 1943 R.